# Puerta Grande
Puerta Grande fue una serie dramática inspirada básicamente en la biografía del torero colombiano  César Rincón, siendo una de las primeras novelas de la televisión colombiana llena de detalles que son fieles a la historia original. Sin embargo, por razones legales o dramáticas, se han cambiado algunas fechas, nombres donde se han incorporado algunos personajes ficticios aunque con alguna base real.

## Sinopsis
La telenovela se inicia con la cornada que sufrió César Rincón (Julio Sanchez Coccaro) en Palmira en noviembre de 1990, que casi le cuesta la vida. Se usaron las escenas verdaderas del momento de la cornada y su traslado en la ambulancia. Y luego el diestro en la enfermería, con el doctor que lo operó aquella tarde.
Fue ese día cuando el torero sintió más de cerca la muerte y frente a ese episodio comienza a recoger sus pasos. Así, Rincón comienza a rememorar su vida de niño, que se va desarrollando a través de los capítulos. Más adelante vendrá su primer glorioso año en España hasta llegar a sus memorables salidas por la Puerta Grande de la Plaza de Toros de Las Ventas en Madrid, España.

## Elenco
- Julio Sanchez Coccaro - Cesar Rincón (adulto).
- Margarita Rosa de Francisco - Paloma Galdés.
- Iván Rodríguez - Gonzalo Rincón.
- Maguso - Maria Teresa de Rincón.
- Herbert Montaño - Luis Carlos Rincón.
- Adriana Albarracin - Sonía Rincón.
- Susy Lopez - Rocío Rincón.
- Juanita Humar - Espezanza (adulto).
- Juan Carlos Giraldo - Ratón (adulto).
- Horacio Tavera - El Cordero (adulto).
- Eduardo Chavarro - Monaguillo.
- Diego León Hoyos - Amaury.
- Kepa Amuchastegui - Fermín Galdés.
- Álvaro Tobaruela - Pepe Luis.
- Fernando Gonzalez Pacheco - Terencio.
- Andrea Olarte - María Rincón.

Y los niños
- Fredy Torres - Cesar Rincón.
- Johana Bernal - Esperanza.
- Leonardo Henriquez - Ratón.
- Carlos Gutierrez - El Cordero.

## Ficha técnica
- Argumento - Daniel Samper Pizano
- Guion - Bernardo Romero Pereiro
- Basada en la biografía del Torero Colombiano  César Rincón
- Asesor Taurino - Efraín Olano
- Producción - Liuba Hleap
- Producción Ejecutiva - Amparo de Gómez
- Música Original - Josefina Severino
- Dirección - Kepa Amuchastegui

- Datos: Q109311727